# George Pistorius
George Pistorius, geboren als Jiří Pistorius (* 19. März 1922 in Prag; † 15. März 2014 in Williamstown in Massachusetts), war ein tschechisch-amerikanischer Literaturwissenschaftler mit einer besonderen Expertise im Bereich der Rezeption französischer Literatur in Deutschland und einem Schwerpunkt in der Forschung zu Marcel Proust.

## Leben
George Pistorius wurde am 19. März 1922 in Prag als Sohn von Theodor und Blazena Jiranek Pistorius geboren. Sein Vater war  Wirtschaftswissenschaftler und sein Großvater, Josef Jiranek, war ein Konzertpianist. Am 30. Juni 1945 heiratete er Marie Skokan. Sie hatten eine Tochter, Erika.
Nach der Schulzeit erwarb Pistorius zunächst einen dem Bachelor of Arts entsprechenden Abschluss am Real-Gymnasium in Prag. Er studierte anschließend von 1945 bis 1948 französische Sprache und Literatur und Komparatistik an der dortigen Karls-Universität und hörte Vorlesungen unter anderem bei Jan Mukařovský. Im Jahr 1948 emigrierte er zunächst nach Paris und studierte dort von 1949 bis 1951 an der Sorbonne-Universität, unter anderem bei dem Rimbaud-Spezialisten und Bibliographen Jean-Marie Carré.
Im Jahr 1958 emigrierte Pistorius in die USA. Er unterrichtete zunächst Französisch und Deutsch am Lafayette College in Easton und bereitete parallel seine Promotion im Bereich Romanische Sprachen mit Fokus auf Französisch an der University of Pennsylvania vor.
George Pistorius wurde 1963 Professor für Sprachen am Williams College in Williamstown, wo er zunächst Französisch unterrichtete. Im Jahr 1964 nahm er die amerikanische Staatsbürgerschaft an. Von 1971 bis 1982 war er Leiter des Instituts für Romanische Sprachen. Er wurde 1992 pensioniert.
Pistorius wird als ein vielseitig interessierter Mensch beschrieben, der gerne fotografierte, reiste, wanderte, Schach spielte und Konzerte oder andere kulturelle Veranstaltungen besuchte. Pistorius war mehrsprachig: Neben seiner Muttersprache Tschechisch sprach er auch Deutsch, Französisch und Englisch fließend. Seine Frau, Marie Pistorius, starb am 30. Juni 2013.

## Werk / Wirken
Das zentrale Interesse George Pistorius’ lag in den deutsch-französischen Beziehungen im Bereich der Literatur. Dies ist nicht nur das Thema seines ersten Buches von 1964 mit dem (übersetzten) Titel Das Deutschlandbild im französischen Roman der Zeit zwischen den beiden Weltkriegen, 1918–1939, sondern auch Gegenstand der beiden umfassenden von Pistorius kompilierten Bibliographien zur Rezeption der beiden französischen Schriftsteller André Gide (1990) und Marcel Proust (1982, zweite Auflage 2002) in Deutschland.
In der Bibliographie zu Marcel Proust und Deutschland hat Pistorius in der ersten Auflage 359 Publikationen, in der zweiten Auflage dann schon über 1750 Publikationen referenziert, kategorisiert und teils ausführlich zusammengefasst. Die Bibliographie enthält Informationen und Kommentare zu Forschungsbeiträgen und Rezeptionszeugnissen über Proust und sein Werk, allem voran zu seinem Hauptwerk Auf der Suche nach der verlorenen Zeit. Die erste Auflage beschreibt die Rezensentin Angelika Corbineau-Hoffmann als „ein Arbeitsinstrument, das die Rezeption Prousts in Deutschland von 1922 bis 1978 vollständig und nach Sachgebieten geordnet dokumentiert“. Die zweite Auflage erscheint mit einem Vorwort von Reiner Speck, Vorsitzender der Marcel Proust Gesellschaft, der angesichts der enthaltenen Indices die Bibliographie als „ein Personenverzeichnis, wenn nicht gar ein[en] Gotha von Proustiens des deutschen Sprachraumes“ bezeichnet. Über die zweite Auflage der Bibliographie schreibt der Rezensent Roderich Billermann: „Der Leser erhält ein nachgerade überwältigendes Informationsangebot, das den unterschiedlichsten Spielarten des Interesses an Marcel Proust entgegenkommen und das solches Interesse in verschiedenster Ausprägung auch allererst wecken dürfte.“
Neben diesem Hauptschwerpunkt publizierte Pistorius auch einige Fachartikel zu anderen Aspekten der französischen Literatur, unter anderem zu Werken von Gustave Flaubert und Stendhal.

## Schriften
- L’Image de l’Allemagne dans le roman français entre les deux guerres : 1918–1939. Paris: Debresse, 1964.
- La structure des comparaisons dans Madame Bovary. In: Cahiers de l’Association internationale des études francaises 23, 1971, S. 223–242. DOI: doi:10.3406/caief.1971.985.
- L’Humor dans le dernier roman de Stendahl. In: Nineteenth-Century French Studies, 1973, Vol. 1, No. 4, 1973, S. 219–228. URL: .
- Marcel Proust und Deutschland: eine internationale Bibliographie. Heidelberg: Winter, 1982.
- André Gide und Deutschland : eine internationale Bibliographie. Heidelberg: Winter, 1990.
- Marcel Proust und Deutschland: eine internationale Bibliographie. Zweite, ergänzte, überarbeitete und neu gestaltete Auflage. Mit einem Vorwort von Reiner Speck. Unter Mitwirkung von Marie Pistorius. Heidelberg: Winter, 2002.